# Alexandre Paixão
Alexandre Paixão (* 8. Februar 1986) ist ein portugiesischer Badmintonspieler.

## Karriere
Alexandre Paixão gewann nach mehreren Juniorentiteln in Portugal 2004 seinen ersten Titel bei den Erwachsenen. Weitere Siege folgten 2005, 2006, 2009 und 2010. 2008 gewann er die Bahrain International und die Nigeria International.

## Sportliche Erfolge
| Saison | Veranstaltung                                | Disziplin    | Platz | Name                                 |
| ------ | -------------------------------------------- | ------------ | ----- | ------------------------------------ |
| 2004   | Portugal: Einzelmeisterschaften der Junioren | Mixed        | 1     | Alexandre Paixão / Andreia Simão     |
| 2004   | Portugal: Einzelmeisterschaften der Junioren | Herreneinzel | 1     | Alexandre Paixão                     |
| 2004   | Portugal: Einzelmeisterschaften der Junioren | Herrendoppel | 1     | Alexandre Paixão / João Grade        |
| 2004   | Portugal: Einzelmeisterschaften              | Mixed        | 1     | Alexandre Paixão / Filipa Lamy       |
| 2005   | Portugal: Einzelmeisterschaften der Junioren | Mixed        | 1     | Alexandre Paixão / Ana Moura         |
| 2005   | Portugal: Einzelmeisterschaften der Junioren | Herreneinzel | 1     | Alexandre Paixão                     |
| 2005   | Portugal: Einzelmeisterschaften der Junioren | Herrendoppel | 1     | Alexandre Paixão / Pedro Rodrigues   |
| 2005   | Portugal: Einzelmeisterschaften              | Mixed        | 1     | Alexandre Paixão / Filipa Lamy       |
| 2006   | Portugal: Einzelmeisterschaften              | Mixed        | 1     | Alexandre Paixão / Filipa Lamy       |
| 2006   | Portugal: Einzelmeisterschaften              | Herreneinzel | 1     | Alexandre Paixão                     |
| 2006   | Portugal: Einzelmeisterschaften              | Herrendoppel | 1     | Alexandre Paixão / Marco Vasconcelos |
| 2007   | Bahrain International                        | Mixed        | 2     | Alexandre Paixão / Filipa Lamy       |
| 2008   | Bahrain International                        | Mixed        | 1     | Alexandre Paixão / Filipa Lamy       |
| 2008   | Nigeria International                        | Herreneinzel | 1     | Alexandre Paixão                     |
| 2009   | Portugal: Einzelmeisterschaften              | Herrendoppel | 1     | Alexandre Paixão / Gil Martins       |
| 2010   | Portugal: Einzelmeisterschaften              | Herrendoppel | 1     | Alexandre Paixão / Gil Martins       |